# 盗まれた世代
盗まれた世代（ぬすまれたせだい、英: Stolen Generations）とは、オーストラリアにおいて政府当局や教会によって家族から引き離されたアボリジニとトレス海峡諸島民の混血の子供たちを指すために用いられる言葉である。1869年から公式的には1969年までの間、様々な州法などにより、アボリジニの親権は否定され、子供たちは強制収容所や孤児院などの施設に送られた。「盗まれた世代」は、1997年に刊行された司法大臣の報告書 "Bringing Them Home"によって、オーストラリアで一般的に注目されるようになった。報告書によれば、1910年から1970年にかけて、アボリジニおよびトレス諸島民の子どもたちのうち10-30パーセントが、強制的に親から引き離され、多くは、性的、肉体的、精神的虐待を受けていた。「盗まれた世代」の問題が実際にあったのか、またどの程度の規模だったのかは、いまだに議論が続けられている。
2008年2月、オーストラリア政府は「盗まれた世代」に対して、初めて公式に謝罪した。ラッド首相は政府および国の代表として、議会で謝罪した。

## 児童隔離政策の開始
アボリジニの子供たちを両親から隔離する政策は、「純血の」アボリジニは種を維持することが不可能であり絶滅は不可避であるという、19世紀後半から20世紀前半にかけて唱えられた優生学思想に基づいて行われた。その当時採用されたイデオロギーにおいては、人類は文明的な階層によって区分することができると考えられていた。ここでは、北ヨーロッパ人は文明のレベルにおいて優れており、アボリジニは比較的に劣っていると仮定されていた。これらの思想の極端な支持者たちは、混血の子供たちが増加することは人種の純潔への脅威であると考えた。
児童隔離政策の法制化の最も古い記録は、1869年のアボリジニ保護法である。アボリジニ保護中央委員会は1860年からこの法を提唱していた。この法律はヴィクトリア植民地における隔離された子供たち、特に「危機に瀕している」少女たちを含むアボリジニと「混血」の人々に猛威を振るった。
1950年までに、類似の方針や法律が他の州や地域によって採用された。これにより、アボリジニの子供たちは両親から隔離され、16歳か21歳になるまでアボリジニ保護官によって様々な保護的行為が広範囲にわたり行われるようになったが、その目的は混血の人々をオーストラリア社会に文化的に同化させることだった。警察官や他の政府職員（たとえば「アボリジニ保護官」）には、混血の乳児や子供たちを母親や家族、コミュニティーから見つけ出し、施設に移動させる権限が与えられていた。これらのオーストラリアの州や地域において、混血児の施設はこれらの隔離された児童たちを収容するために、政府や教会によって20世紀の初頭の数十年の間に設立された。
評論家のなかには、これらの法律の一部は、保護を放棄されたり、虐待を受けたり、捨てられた子供の児童たちの保護のために成立したと主張する者もいる。彼らは、混血の子供たちはいくつかのアボリジニのコミュニティーにおいては不要とされたり、歓迎されなかったと主張している。1920年代、ボールドウィン・スペンサー報告によると、ガーン鉄道の建設の間に生まれた混血の子供たちは幼いうちに遺棄された。これらの出来事により、政府はこのような子供たちを保護するための政策を行うようになった。

## 脚註
1. ↑  “Appendix 5 Western Australia”. Bringing them Home.   Australasian Legal Information Institute. 2024年10月9日閲覧。
2. ↑  “Bringing Them Home: The 'Stolen Children' report”.   Human Rights and Equal Opportunity Commission (1997年). 2024年10月9日閲覧。
3. 1 2  “オーストラリア: 先住民族に対する虐待を謝罪”. アムネスティ・インターナショナル. (2008年2月13日) 2024年10月9日閲覧。
4. ↑  Barrett, Rebecca (2001年2月23日). “Stolen generation debate re-ignited”. オーストラリア放送協会.  オリジナルの2008年3月8日時点におけるアーカイブ。
5. ↑  “先住民に初の公式謝罪=子供隔離の同化政策で―豪政府”. 時事通信社. (2008年2月13日)[リンク切れ]